# Хімічний завод у П'єрр-Беніт
Хімічний завод у П'єрр-Беніт — виробничий майданчик хімічного спрямування на південному сході Франції.
Ще в середині XIX століття південніше від Ліону почався розвиток хімічної промисловості (зокрема, заводи компаній Saint-Gobain та Rhone-Poulenc у Сен-Фон), який у підсумку привів до появи «хімічної долини». Майданчик у П'єрр-Беніт вирізнявся від інших тим, що розміщений на західному березі Рони (навпроти згаданого заводу Rhone-Poulenc). Ним опікувалась створена в 1898 році компанія Société lyonnaise de l'industrie électrochimique La Volta (La Volta Lyonnaise), при цьому виробнича діяльність у П'єрр-Беніт почалась не пізніше 1902 року, коли тут ввели в дію перший французький завод безводної сульфатної кислоти. Вже у 1905-му його придбала Saint-Gobain, проте майданчик La Volta Lyonnaise діяв і далі.
Під час Першої світової війни атаки германських підводних човнів викликали кризу з поставками кріоліту з єдиного у світі промислового родовища Івіттуут (Гренландія). Кріоліт знижує температуру плавлення алюмінію, а тому є критично важливим для цієї галузі, як наслідок, в П'єрр-Беніт організували виробництво синтетичного кріоліту. Для цього з видобутого у Центральному масиві флюориту продукували плавікову кислоту, яку далі використовували в реакції з перекисом натрію, що постачався з заводу у Помблієрі.
Також в П'єрр-Беніт за допомогою електролізного процесу продукували перекис водню, який станом на початок 1950-х став головним продуктом майданчику, що домінував на французькому ринку. Ще одним продуктом заводу в цей період був перборат натрію.
Ще в 1916-му La Volta Lyonnaise була приєднана до Société d'électrochimie d'Henry Gall, яка в 1922 році унаслідок злиття увійшла до La Société d’électrochimie, d'électrométallurgie et des aciéries électriques d'Ugine (SECEMAEU). В 1966 році відбулось злиття SECEMAEU з компанією Kuhlmann Establishments, після чого майданчик у П'єрр-Беніт опинився у складу Produits Chimiques Ugine Kuhlmann (PCUK). В 1971-му унаслідок наступного злиття з Pechiney виник концерн Pechiney-Ugine-Kuhlmann (PUK), втім, за десятиліття по тому на тлі загальної кризи французької хімічної промисловості вона пройшла через націоналізацію, і в 1983-му PCUK увійшла до новоствореної Atochem (в 1992-му була перейменована на Elf Atochem), яка належала нафтогазовій Elf-Aquitaine. З 2000-го Elf Atochem стала Atofina, що відображало поглинання Elf-Aquitaine нафтогазовим гігантом Total. Втім, зміни власників не завершились на Atofina і в 2004-му вона була трансформована у Arkema з метою певного відокремлення від Total та виводу на біржу.
У наші часи завод у П'єрр-Беніт і далі діє в галузі хімії фтору та виробляє:
- фторовані рідини для використання у автомобільних системах кондиціювання;
- фторований полімер полівініліденфторид (ПВДФ), що гарно пасує для створення стійких до хімічних та фізичних впливів покриттів. Завдяки своїй високій чистоті ПВДФ з П'єрр-Беніт використовують у виробництві мікропроцесорів та літій-іонних акумуляторів. При цьому можливо відзначити, що необхідний для виробництва ПВДФ проміжний хлорований продукт постачають з заводу в Сент-Обані.
Крім того, в Arkema оголосили про успіхи в розробці фторованих солей літію, які є компонентом електроліту все тих же літій-іонних акумуляторів.
У 2007-му частину фінська компанія Kemira придбала у Arkema частину виробничого комплексу, де відбувалось відновлення соляної кислоти, раніше використаної у процесі фторування під час якого з проміжного продукту видаляють хлор. Kemira виробляла хлорид заліза та хлорид поліалюмінію, проте в 2021 році оголосила про закриття свого заводу в П'єрр-Беніт через неконкурентоздатність.